# Balewo (województwo warmińsko-mazurskie)
Balewo (niem. Baalau) – wieś w Polsce położona w województwie warmińsko-mazurskim, w powiecie elbląskim, w gminie Markusy, na obszarze Żuław Elbląskich.
W latach 1975–1998 miejscowość administracyjnie należała do województwa elbląskiego.

## Nazwa
12 lutego 1948 r. wprowadzono urzędową polską nazwę miejscowości – Balewo, określając drugi przypadek jako Balewa, a przymiotnik – balewski.